# Fiat B.R.3
Il Fiat B.R.3 era un bombardiere biplano biposto, prodotto dall'azienda italiana Fiat Aviazione nella prima parte degli anni trenta ed utilizzato dalla Regia Aeronautica dal 1930 al 1940.

## Storia del progetto
Ultimo stadio evolutivo realizzato a partire dal progetto originario del Fiat B.R. (risalente al 1918), fu anche l'ultimo biplano monomotore da bombardamento realizzato dall'azienda torinese ad entrare in servizio per la Regia Aeronautica.
Ancora una volta l'ingegner Celestino Rosatelli, responsabile del progetto, procedette affinando la cellula della versione precedente (il Fiat B.R.2 del 1925) dotandola delle migliorie tecnologiche resesi nel frattempo disponibili: in questo caso il B.R.3 fu il primo velivolo della serie ad impiegare l'impianto radio ricetrasmittente ed una macchina fotografica panoramica.
Il primo esemplare della nuova serie venne portato in volo nel 1930 ed i successivi esemplari di serie (complessivamente un centinaio) andarono ad affiancare i B.R.2 ancora operativi.
Successivi sviluppi portarono alla realizzazione della variante B.R.4 (dotata di radiatore disposto inferiormente al motore, come nel Fiat C.R.30, e di carrello con ruote carenate "a ghetta", come nel Fiat C.R.42) che venne portata in volo per la prima volta nel 1934; per quanto sottoposta a minuziosi interventi aerodinamici la macchina mise in luce i limiti dovuti alle proprie ormai lontane origini e non risultò in grado di competere con i monoplani allora in corso di realizzazione, pertanto il suo sviluppo venne abbandonato.

## Tecnica
Il Fiat B.R.3 era un velivolo realizzato con struttura mista legno e metallo. Il rivestimento della fusoliera era in compensato, tranne che nella parte anteriore rivestita in lamiera di alluminio; le ali e l'impennaggio erano rivestiti in tela verniciata.
La fusoliera aveva sezione rettangolare con struttura in legno (di peccio e di frassino) e tubi d'acciaio. All'estremità di prua era installato il motore e, nel lato sinistro, era alloggiata una mitragliatrice sparante (mediante sistema di sincronizzazione) attraverso il disco dell'elica. All'altezza del bordo d'uscita delle ali erano ricavati i due abitacoli disposti in tandem.
I due piani alari (dei quali quello superiore dotato di apertura leggermente più ampia) erano tra loro collegati mediante una travatura reticolare a trave Warren. L'ala superiore era dotata di alettoni e, negli esemplari degli ultimi lotti produttivi, erano presenti alette Handley-Page nel bordo d'entrata. L'impennaggio era di tipo classico, con gli stabilizzatori sorretti da aste di controvento.
Il carrello d'atterraggio era di tipo biciclo, fisso, con elementi monoruota dotati di freni idraulici e di ammortizzatori. Posteriormente era presente un pattino d'appoggio a cucchiaio, in lamiera d'acciaio.
Il motore impiegato era, come già nel B.R.2, il Fiat A.25: si trattava di un motore dodici cilindri a V, raffreddati a liquido, capace di erogare la potenza di 950 CV (che potevano salire fino a 1 050 al decollo o per brevi periodi di funzionamento). L'elica era bipala, in legno di noce.
Tra gli strumenti installati sul velivolo figuravano, come detto, un impianto radio ricetrasmittente ed una fotocamera O.M.I. a lastre od a pellicola (formato 13 × 18 mm) con sistema di temporizzazione degli scatti alimentato da una piccola elica disposta nel lato destro della fusoliera.
L'armamento difensivo era costituito da due mitragliatrici: nel lato sinistro della prua era installata una Darne calibro 7,5 mm mentre l'osservatore disponeva di una Lewis calibro 7,7 mm. Il carico di caduta era costituito da un massimo di 600 kg di bombe sganciate tramite un apposito lanciabombe in acciaio.

## Impiego operativo
Il B.R.3 entrò in servizio nei reparti da bombardamento della Regia Aeronautica nella prima parte degli anni trenta restando operativo fino all'inizio degli anni quaranta quando, analogamente al predecessore B.R.2, venne riutilizzato come addestratore nelle scuole di volo.
Secondo le fonti reperite il B.R.3 fece registrare anche alcune vendite all'estero: in un caso si tratterebbe di un singolo esemplare venduto all'Ungheria oppure, secondo altri, si sarebbe trattato di alcuni esemplari che, oltre che all'aviazione magiara, andarono anche alla Polonia.
Nell'ottobre del 1931 un Fiat B.R.3 risulta aver preso parte alla competizione aeronautica per aerei militari "coppa Bibescu", durante la quale percorse 1 140 km alla media di 252 km/h.
Benché assegnati a compiti di addestramento, molti B.R.3 erano ancora operativi nel corso del 1940.

## Utilizzatori
Italia
- Regia Aeronautica
  - 15º Stormo